# Castello di Castrignano
Il castello di Castrignano era un maniero medievale, i cui resti sorgono su una collinetta accanto alla chiesa dell'Assunzione di Maria Vergine di Castrignano, frazione di Langhirano, in provincia di Parma.

## Storia
Il castello originario di Castrum Regnani, citato per la prima volta verso la fine del X secolo, fu costruito accanto a un insediamento longobardo d'epoca altomedievale, secondo la tradizione da un certo Regnano.
Nel 1028 Ildegarda, figlia di Oddone il Salico, vendette alla chiesa di San Pietro di Parma numerose terre del Parmense, tra cui Castroragnani.
Nel 1116 l'imperatore del Sacro Romano Impero Enrico V di Franconia confermò all'abate del monastero di Sant'Apollonio di Canossa il possesso del maniero e delle terre circostanti.
Nel 1137 l'imperatore Lotario II di Supplimburgo assegnò al monastero di San Prospero di Reggio Emilia il feudo di Castrignano, situato all'interno della diocesi di Parma.
Nel 1186 l'imperatore Federico Barbarossa, subito dopo il matrimonio tra il figlio Enrico VI e Costanza d'Altavilla, donò in segno di riconoscenza il castello e il territorio da esso dipendente, comprendente anche Mattaleto e Langhirano, al vescovo di Parma Bernardo II, presente alla cerimonia nuziale nel duomo di Milano. L'autorità episcopale parmigiana fu confermata anche al successivo vescovo Obizzo Fieschi da parte degli imperatori Enrico VI di Svevia nel 1195 e Ottone IV di Brunswick nel 1210.
Nel 1219 l'imperatore Federico II di Svevia concesse al Comune di Parma la conferma degli antichi diritti, tra cui il pieno potere sul territorio; ciò fu interpretato dal podestà Negro Mariani da Cremona quale attestazione della completa autonomia dall'autorità episcopale e del legittimo possesso dei feudi di Colorno, Poviglio, Gualtieri, Montecchio, Collecchio, Castrignano, Corniglio, Rigosa, Vallisniera, Berceto, Terenzo, Roccaprebalza, Pietramogolana, Corniana e Monte Bardone. Obizzo Fieschi si oppose e si rivolse al papa Onorio III, che l'anno seguente ristabilì l'autorità della diocesi su tutti i territori governati in precedenza; l'accordo tra il Comune e il vescovo fu ratificato nel 1221.
Nel 1339 Azzo da Correggio chiese in feudo al papa Benedetto XII il monte di Castrignano, col pretesto che da tempo fosse inutilizzato dalla diocesi. Dopo alcuni anni il vescovo Ugolino de' Rossi, rientrato a Parma dall'esilio durante la signoria di Luchino Visconti, intraprese una causa contro Azzo, che nel frattempo aveva preso possesso di Castrignano erigendovi un castello; il nuovo signore di Milano Giovanni Visconti fece abbattere il maniero intorno al 1350. Nel 1355 Bernabò Visconti riconsegnò al Correggese il feudo, ma nel 1358 Ugolino de' Rossi avviò una nuova lite contro l'usurpatore, vincendola e ottenendo la restituzione della fortificazione di Castrumregnanum, di cui restavano in piedi soltanto le fondamenta; a nulla valse la richiesta di appello presentata da Azzo.
Nel 1376 il vescovo investì del feudo il pronipote Rolando de' Rossi, in segno di riconoscenza per i servigi resi dal padre Giacomo all'episcopato parmense.
I Rossi ricostruirono il castello, ove nel 1404 trovò rifugio Pietro dopo la sua cacciata da Parma; appena saputolo, Ottobuono de' Terzi attaccò il forte e lo depredò. L'anno seguente Giacomo Terzi e Guido Torelli, dopo aver conquistato i castelli di Pariano, di Lesignano e di Tiorre, tentarono l'assalto al maniero di Castrignano, ma furono bloccati da una intensa nevicata e ripiegarono sulla torre degli Alberi e sulla bastia di Mattaleto. Tuttavia, pochi mesi dopo il castellano di Guardasone Pietro del Borgo, nonostante la tregua dichiarata coi Rossi, attaccò inaspettatamente il maniero di Castrignano e lo occupò per conto dei Terzi.
Nel 1408 i fratelli Giacomo e Pietro de' Rossi si allearono col marchese di Ferrara Niccolò III d'Este e gli presentarono istanza affinché quando fosse diventato signore di Parma garantisse loro la restituzione dei castelli di Carona, di Castrignano, di Tiorre e di Pariano e delle bastie di Sant'Andrea e di Mattaleto, oltre all'autorizzazione alla riedificazione delle rocche di Mulazzano, di Alberi, di Porporano, di Antesica e di Mamiano oppure della vicina Basilicanova. L'anno seguente Galeazzo da Correggio conquistò per conto dell'Estense il maniero di Castrignano e la sua dipendenza di Mattaleto, ma ne approfittò per prenderne possesso; nel 1410, dopo l'uccisione di Ottobuono de' Terzi, Pietro de' Rossi attaccò di sorpresa la fortificazione di Castrignano sottraendola al Correggese.
I Rossi ricevettero conferma dell'investitura feudale da parte dell'imperatore Sigismondo di Lussemburgo nel 1413 e del duca di Milano Filippo Maria Visconti nel 1425. Ciò nonostante nel 1434 il vescovo Delfino della Pergola intentò una causa accampando diritti sul castello; nel 1448 minacciò di scomunica Pier Maria II de' Rossi se non avesse restituito alla diocesi di Parma le terre di Berceto, Roccaprebalza, Roccaferrara, Corniglio, Corniana, Bosco di Corniglio, Castrignano, Bardone e altre, ma alla fine fu costretto a desistere.
Nel 1464 Pier Maria destinò nel suo testamento al figlio Guido i castelli di Sant'Andrea, Varano Melegari, Basilicanova, Felino, Torrechiara, Bosco, Roccaferrara, Castrignano, Cozzano e Corniglio. Tuttavia, la disfatta nella guerra dei Rossi del 1482 comportò la confisca di numerosi feudi; Castrignano, rivendicata dal vescovo Giovanni Giacomo Schiaffinato, fu restituita nel 1483 alla diocesi di Parma.
Il castello, abbandonato, degradò nei secoli successivi; parte delle rovine fu adattata a portale d'accesso al sagrato della chiesa dell'Assunzione di Maria Vergine. I decreti napoleonici del 1806 abolirono infine i diritti feudali.

## Descrizione

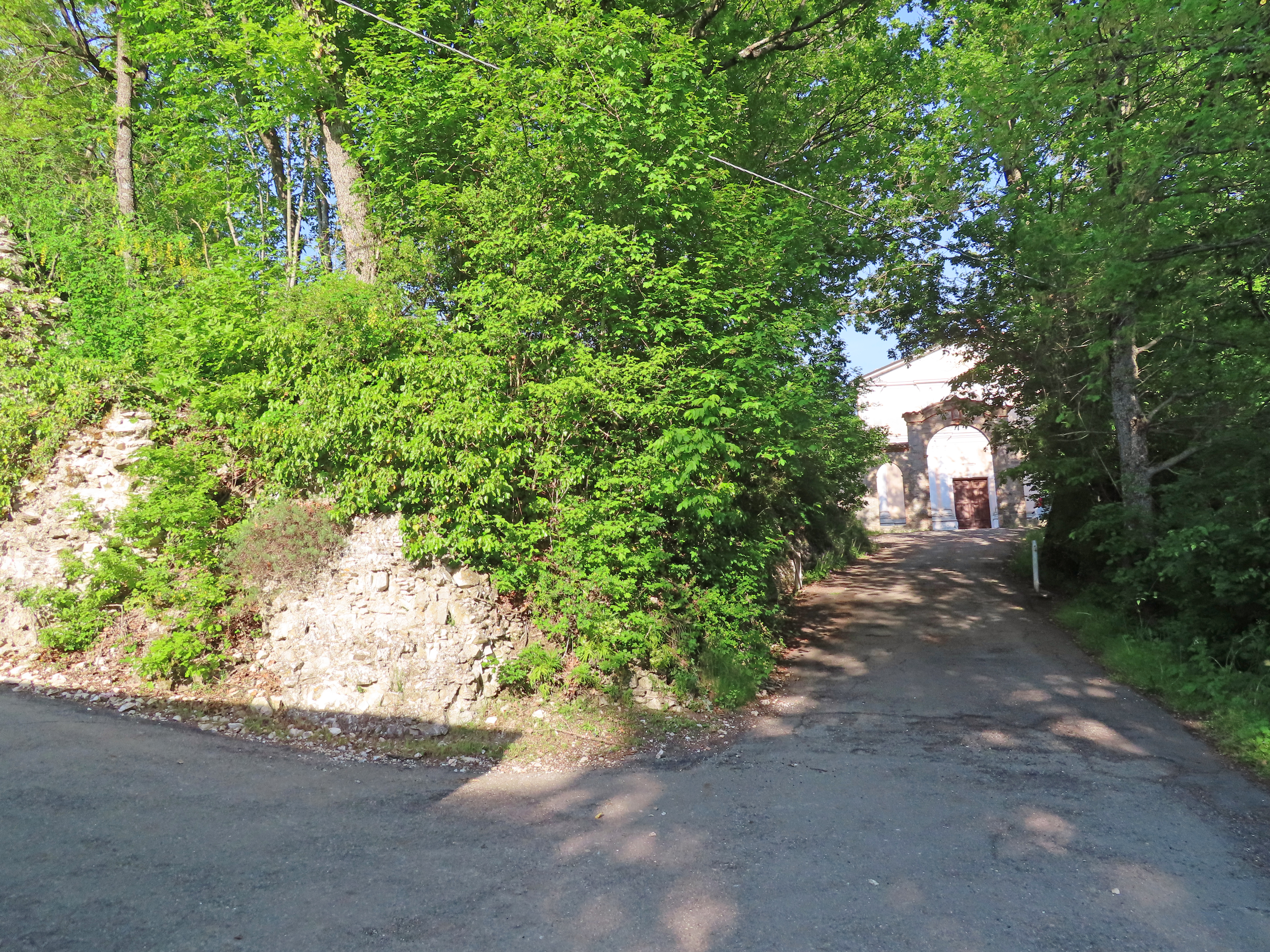
Ruderi del castello nei pressi della chiesa dell'Assunzione di Maria Vergine

Del castello medievale, collocato sulla sommità di un colle, si conservano soltanto pochi ruderi, costituiti da alcuni brandelli di muro seminascosti dalla vegetazione, posti tra la chiesa dell'Assunzione di Maria Vergine e il cimitero.
L'ingresso al sagrato è costituito da un portale in pietra, edificato reimpiegando i materiali dell'antico maniero; la simmetrica struttura è impostata su tre fornici, di cui quello più ampio centrale ad arco a tutto sesto e i due più stretti laterali ad arco ogivale.
Il fonte battesimale posto all'interno del luogo di culto è rivestito con due capitelli e un abaco risalenti all'incirca al 1450, recuperati tra le rovine del castello.